# Hot Springs (Montana)
Hot Springs è una città degli Stati Uniti d'America situata nel Montana, nella Contea di Sanders.